# 2. konjeniška divizija (ZDA)
2. konjeniška divizija (izvirno angleško 2nd Cavalry Division) je bila konjeniška divizija Kopenske vojske ZDA.